# Мстислав Юрьевич
Мстислав Юрьевич (после 1213 — 7 февраля 1238) — средний сын великого князя Владимирского Юрия Всеволодовича. Мать — дочь Всеволода Чермного Агафья.
Монгольские войска в рамках своего кипчакского похода после битвы у Коломны и отхода владимирских войск во главе с Всеволодом Юрьевичем во Владимир взяли Москву. Новый сбор войск Юрий Всеволодович назначил на Сити, оставив в столице жену и старших сыновей Всеволода и Мстислава. Монголы подошли к Владимиру 3 февраля, но на штурм несколько дней не шли. В течение этого времени город был обнесён тыном, был взят Суздаль и пригнан взятый там полон. Также в эти дни под стенами столицы на глазах у матери и братьев был убит Владимир Юрьевич, но воевода Пётр Ослядюкович удержал Всеволода и Мстислава от вылазки и призвал. по словам Татищева В. Н., «если сможем, со стен обороняться». Но через несколько дней старшие Юрьевичи также погибли «вне града», и город был разорён.
Погребен в Успенском соборе Владимира.

## Семья
С 1236 года Мстислав был женат на Марии. 
Мария считается погибшей в 1238 году при взятии монголами Владимира-на-Клязьме. 
Оба супруга канонизированы православной церковью как благоверные князья в составе Собора Владимирских святых вместе братьями Владимиром и Всеволодом, матерью Агафью Всеволодовной, её дочерью Феодорой, женой брата Всеволода Христиной Владимировной (см. Владимирские мученики). 
Память совершается в составе собора 6 июля (23 июня по старому стилю).
Сведений о детях Мстислава не сохранилось.